# 五嶋みどり
五嶋 みどり（ごとう みどり、欧文表記：Midori、1971年10月25日 - ）は、日本で出生したアメリカ合衆国のヴァイオリニスト。国連ピース・メッセンジャー。相愛大学客員教授。母は五嶋節、17歳年下の異父弟はヴァイオリニストの五嶋龍。

## 経歴

### 概要、デビューまで
現代におけるトップヴァイオリニストの一人。ヴァイオリニストとしての活動名義は “Midori” である（母国である日本における活動名義は「五嶋みどり」）。これは五嶋自身が両親の離婚を機に苗字を省いたのが起源である。
大阪府枚方市出身。2歳の時、ヴァイオリニストであった母・五嶋節が数日前に練習していた曲を正確に口ずさんでいたことからその音楽的才能を見出され、ピアノのレッスンに通わせたが、3ヶ月程で挫折。母方の祖母が、3歳の誕生日プレゼントとして、1/16サイズのヴァイオリンを買い与えたのを機に、母親が少しずつ、指導を始めるようになる。3歳半より、読譜を含む本格的なヴァイオリンの早期英才教育が始まる。6歳の時、大阪で初めてステージに立ち、パガニーニの「カプリース」を演奏した。
1980年、8歳の時、演奏を録音したカセットテープをジュリアード音楽院のドロシー・ディレイ教授に送り、入学オーディションに招かれた。周囲の反対を押し切り、1982年、母に連れられて渡米、ジュリアード音楽院において高名なディレイ教授の下でヴァイオリンを学ぶ（入学オーディションではバッハの「シャコンヌ」を通しで演奏して審査員を驚かせた）。同年12月31日、11歳で、ズービン・メータ指揮のニューヨーク・フィルハーモニックとパガニーニの「ヴァイオリン協奏曲第1番」第1楽章で「サプライズ・ゲスト」として協演して米国デビュー。日本でもニュースになり、「天才少女デビュー」という見出しで報道された。

### “タングルウッドの奇跡”
1986年、いまや語り草となった事件はボストン交響楽団と共演したタングルウッド音楽祭で起きた。レナード・バーンスタインの指揮で、「セレナード」第5楽章を演奏中にヴァイオリンのE線が2度も切れるというアクシデントに見舞われた。当時みどりは3/4サイズのヴァイオリンを使用していたが、このトラブルによりコンサートマスターの4/4サイズのストラディヴァリウスに持ち替えて演奏を続けるも、再びE線が切れてしまう。2度目は副コンサートマスターのガダニーニを借りて、演奏を完遂した。しかも、ヴァイオリンの交換はソロパートの演奏がないわずかな時間で行われ、演奏が止まることはほとんどなかった。これにはバーンスタインも彼女の前にかしずき、驚嘆と尊敬の意を表した。翌日のニューヨーク・タイムズ紙には、「14歳の少女、タングルウッドをヴァイオリン3挺で征服」の見出しが一面トップに躍った。また、この時の様子は、「タングルウッドの奇跡」として、アメリカの小学校の教科書にも掲載された。

### 社会事業の展開
1987年、15歳で自らの意志によりジュリアード音楽院プレカレッジを中退。1988年、芸術選奨新人賞を史上最年少で受賞。早くから社会事業に関心を持ち、1992年には教育環境が行き届かない都市部の公立校に通う生徒を対象に、音楽の楽しさを伝える非営利団体「みどり教育財団（Midori & Friends)」をアメリカで設立。2001年には傑出した音楽家のみに贈られるエイヴリー・フィッシャー賞を受賞し、その賞金をもとに「パートナーズ・イン・パフォーマンス」基金（通称PiP）を設立する。その後もより地域コミュニティーに根ざした「ユニバーシティー・レジデンシー・プログラム」と「オーケストラ・レジデンシー・プログラム」を次々に立ち上げる。

### 大学卒業から現在
2001年、心理学を専攻していたニューヨーク大学ガラティン校を「優等」(magna cum laude) で卒業。その後、同大大学院修士課程を修了し心理学の修士号を取得。
2002年、「みどり教育財団（Midori & Friends)」東京オフィスを改組し、特定非営利活動法人「ミュージック・シェアリング」として新たに日本法人を発足した。2006年より、開発途上国での社会貢献型の演奏活動、「インターナショナル・コミュニティ・エンゲージメント・プログラム」を開始。これまでに、ベトナム、カンボジア、インドネシアなどで、オーディションで選ばれた同行の若手演奏家たち（ヴァイオリニスト、ヴィオリスト、チェリスト）と共にカルテットを編成し、無料のコンサートを開催している。2007年9月より、日本人として初めて国連ピース・メッセンジャーに就任。
マンハッタン音楽学校の教授を務めた後、2004年南カリフォルニア大学ソーントン音楽学校のヤッシャ・ハイフェッツ記念教授に就任し、2007年より弦楽学部主任教授を務めている。一年を通しての国際的な演奏活動に加え、全米弦楽器教師協会の理事も務める。
2014年、グラミー賞の81の賞（クラシック音楽部門は8つの賞 グラミー賞カテゴリー一覧#クラシック音楽）の一つで、2013年に新設された「最優秀クラシック・コンペンディアム賞」が、クリストフ・エッシェンバッハ指揮、NDR北ドイツ放送交響楽団によるアルバム『パウル・ヒンデミット作品集』（全3曲）に対して授与された（ の79参照）。五嶋は、このアルバムの全3曲中、2番目の曲（ヴァイオリン協奏曲）でソリストを務めた。2020年5月、ブラームス賞受賞。2021年1月にケネディ・センター名誉賞。

## 得意分野
得意とするレパートリーはモーツァルトやシベリウスの協奏曲、パガニーニの『24のカプリース』全曲およびその他の協奏曲、ベートーヴェンやフランクのヴァイオリンソナタ。またエルガーのヴァイオリンソナタやシマノフスキのヴァイオリン曲集など、珍しいレパートリーの開拓にも意欲的。

## 使用楽器
社団法人林原共済会から、以下のヴァイオリンを貸与されている。
- 1992年-2000年
  - アントニオ・ストラディバリ “ジュピター”（1722年製）
- 2001年-貸与中
  - グァルネリ・デル・ジェス “エクス・フーベルマン”（1734年製）

## ディスコグラフィー
- ドヴォルザーク/ヴァイオリン協奏曲
- パガニーニ/ヴァイオリン協奏曲第1番
- フランク&エルガー/ヴァイオリン・ソナタ
- パガニーニ/カプリース
- チャイコフスキー/ヴァイオリン協奏曲、ショスタコーヴィチ/ヴァイオリン協奏曲第1番
- シベリウス/ヴァイオリン協奏曲第1番、ブルッフ/スコットランド幻想曲
- カーネギー・ホール・リサイタル
- アンコール！
- モーツァルト/ヴァイオリンとヴィオラのための協奏交響曲
- バルトーク/ヴァイオリン協奏曲第1番&第2番
- 五嶋みどり―アニヴァーサリー・アルバム
- フレンチ・ヴァイオリン・ソナタ集
- メンデルスゾーン&ブルッフ/ヴァイオリン協奏曲
- バッハ/無伴奏ヴァイオリン・ソナタ第2番、バルトーク/ヴァイオリン・ソナタ第1番
- ヒンデミット/ヴァイオリン協奏曲、ウェーバーの主題による交響的変容、弦楽と金管のための協奏音楽
- 五嶋みどり～20世紀のヴァイオリン・ソナタ集
- Beethoven: Violin Concerto & Romance Nos 1 & 2. (2020)

## 出演番組
- 「五嶋みどりがバッハを弾いた夏・2012」（2012年12月29日、BS朝日）
- 「プロフェッショナル　仕事の流儀　～苦しみも楽しみも、すべて音になる～」（2014年11月3日、NHK）